# Fernelmont

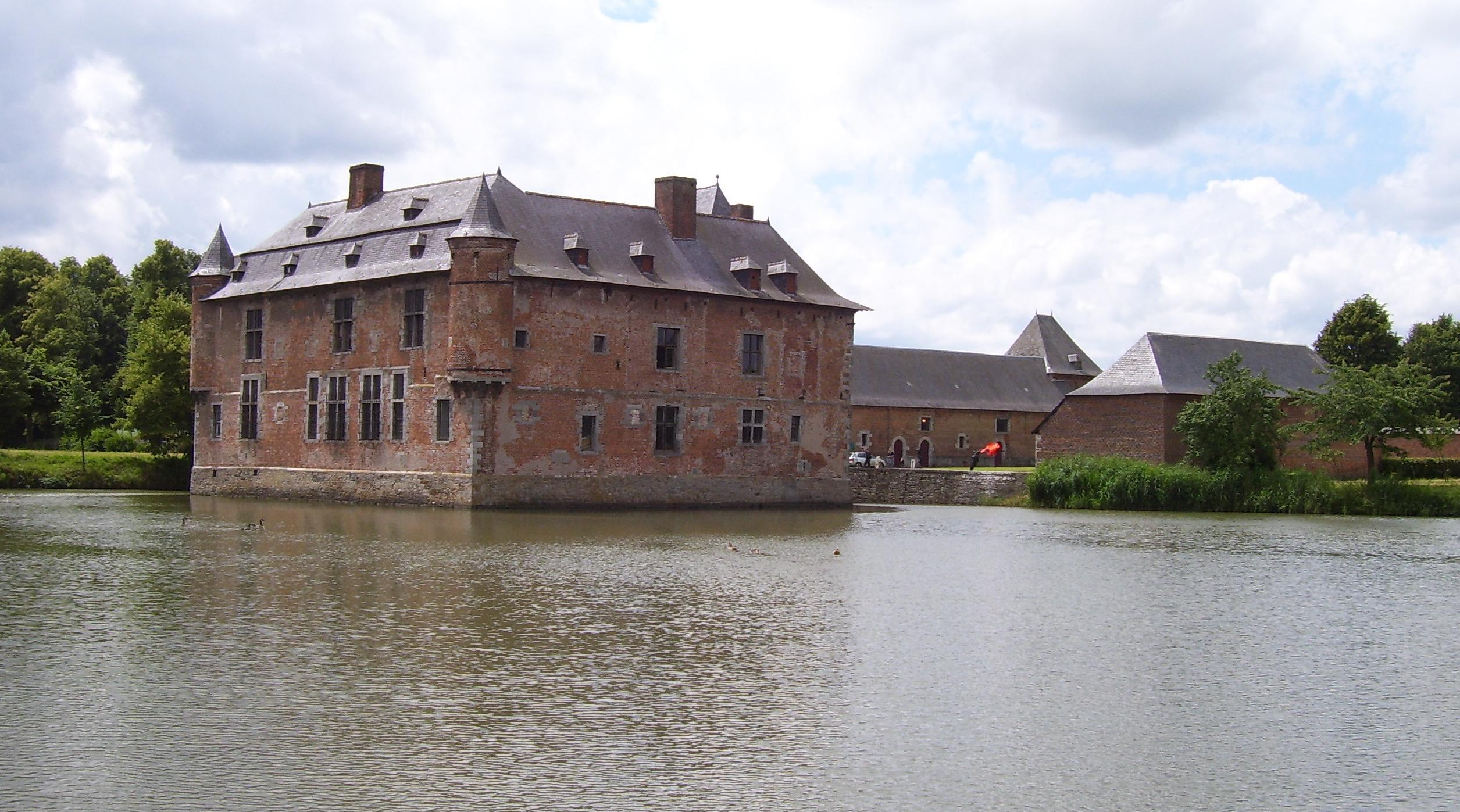
Schloss von Fernelmont

Fernelmont ist eine frankophone belgische Gemeinde in der Region Wallonien mit 8210 Einwohnern (Stand 1. Januar 2024). Die Gemeinde liegt nördlich der Maas und setzt sich aus den zehn Ortsteilen Bierwart, Cortil-Wodon, Forville, Franc-Waret, Hemptinne, Hingeon, Marchovelette, Noville-les-Bois, Pontillas und Tillier zusammen. Ihren Namen hat sie nach einem Schloss, dem Château de Fernelmont, das im 13. Jahrhundert von Godescalc de Fernelmont errichtet wurde.

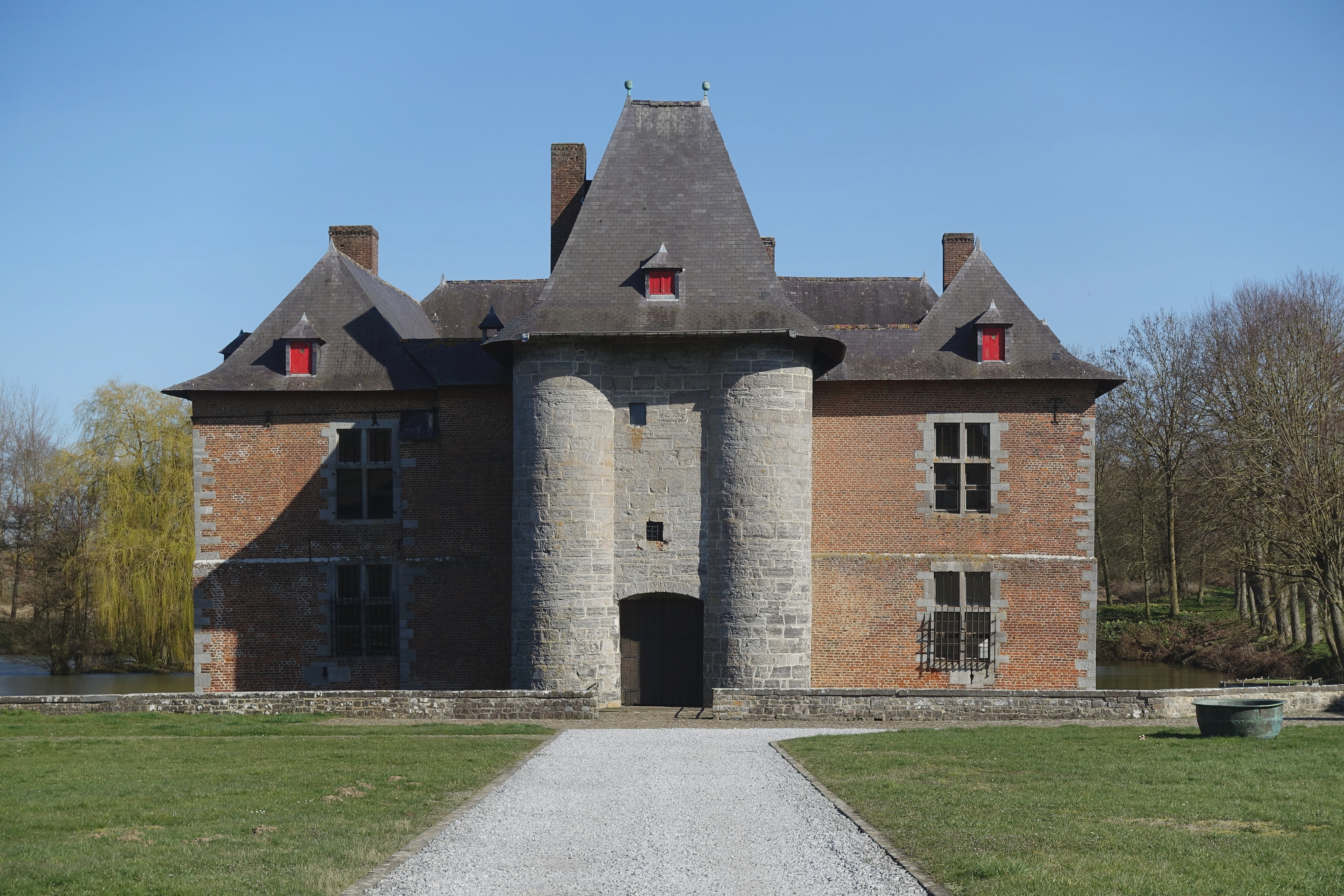
Donjon von Fernelmont (13./17. Jh.)

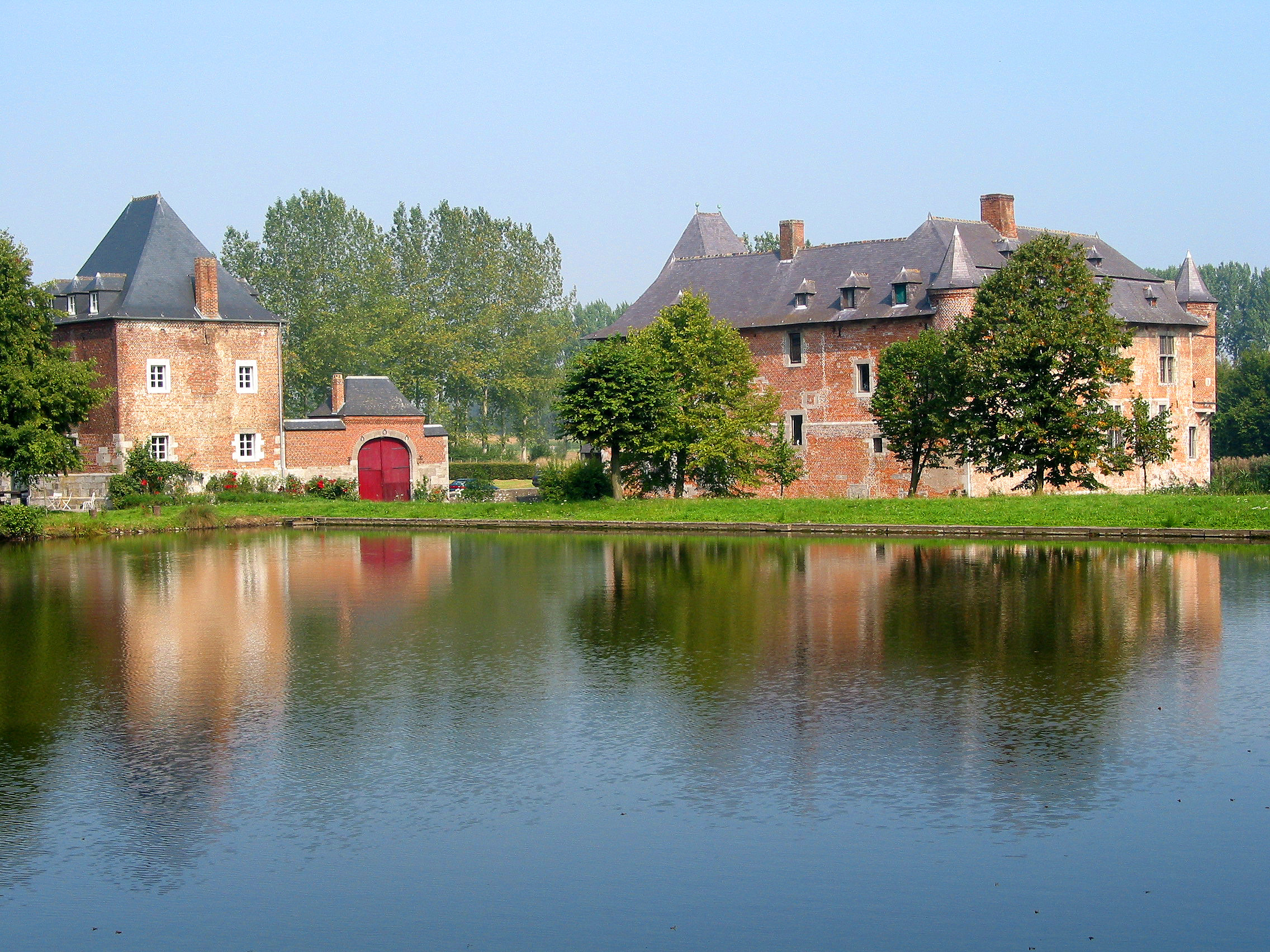
Schloss und Hühnerhof von Fernelmont (12. Jh.)

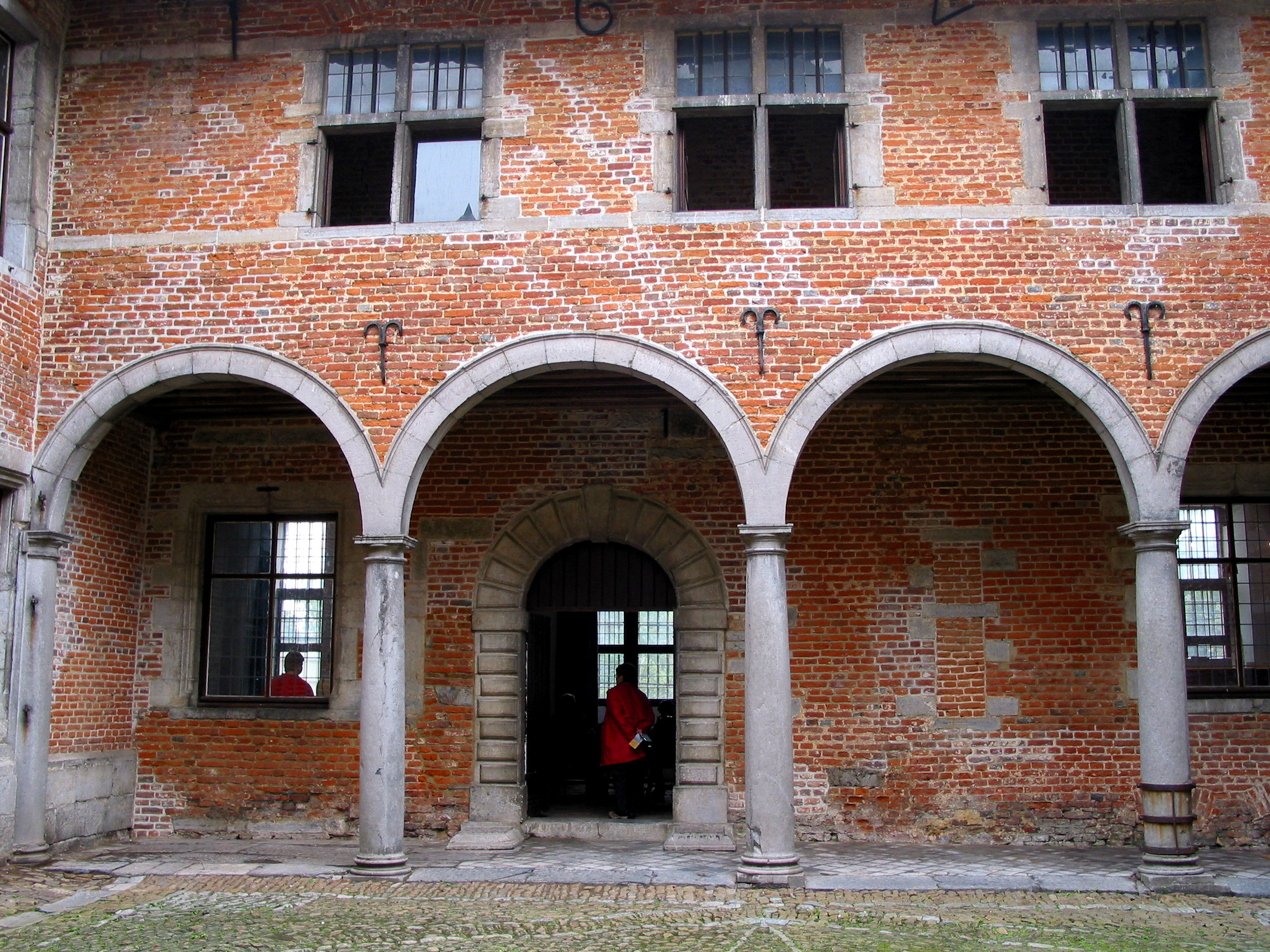
Schloss von Fernelmont - Toskanische Galerie (17. Jh.)

Namur liegt 13 Kilometer südwestlich, Lüttich 40 Kilometer ostnordöstlich und Brüssel gut 52 Kilometer nordwestlich (alle Angaben in Luftlinie).  
Die nächsten Autobahnabfahrten sind Fernelmont an der A 15/E 42 und Éghezée an der A 4/E 411.
In Andenne, Namêche und Rhisnes befinden sich die nächsten Regionalbahnhöfe, und in Namur halten auch überregionale Schnellzüge.
Der Flughafen Brüssel-Charleroi und der Flughafen von Lüttich sind die nächsten Regionalflughäfen mit auch internationalen Verbindungen, und der Flughafen Brüssel National nahe der Hauptstadt Brüssel ist ein internationaler Flughafen.